# Charm el-Cheikh
 (avril 2023).
Si vous disposez d'ouvrages ou d'articles de référence ou si vous connaissez des sites web de qualité traitant du thème abordé ici, merci de compléter l'article en donnant les références utiles à sa vérifiabilité et en les liant à la section « Notes et références ».
Charm el-Cheikh (arabe : شرم الشيخ, Sharm al-Shaykh, prononcé [ˈʃɑɾm eʃˈʃeːx], littéralement la Baie du Cheikh) est une ville d’Égypte et un important port de commerce et de tourisme à la pointe sud du désert du Sinaï. Elle fait partie du gouvernorat du Sinaï Sud.
Depuis 1985, cette ville est une destination de villégiature très appréciée, en particulier des plongeurs sous-marins amateurs qui y trouvent une infrastructure accueillante et une mer dont la transparence est appréciée.
La localisation de la ville en fait une position stratégique au croisement de la mer Rouge et du golfe d'Aqaba, âprement disputée pendant les conflits entre Israël et l’Égypte.

## Géographie

### Site

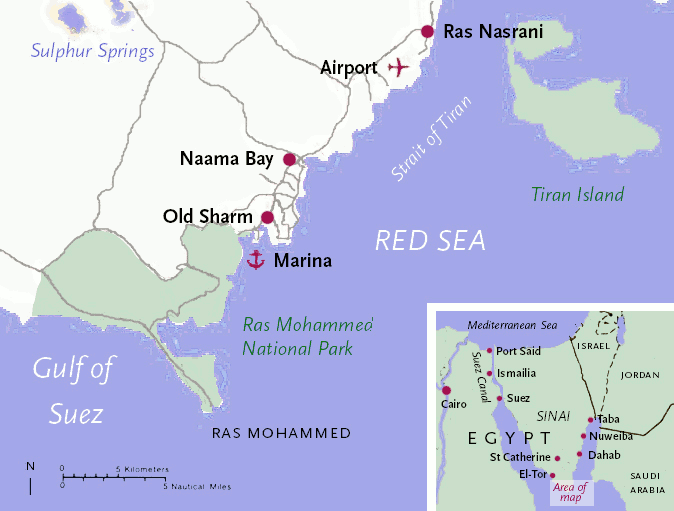
Carte de situation.

Charm el-Cheikh est situé entre la mer Rouge et le golfe d'Aqaba d’une part et les montagnes du Sinaï d’autre part. Cette station balnéaire s’étendant sur une quinzaine de kilomètres, elle a la particularité de baigner la mer Rouge (du sud de la ville jusqu'à Naama Bay) et le golfe d'Aqaba (depuis Garden Bay vers l'est et le nord). Elle comporte plusieurs sites :
Sur la mer Rouge
- Sharm el-Maya : au sud, également qualifié de « Old Sharm » (vieux Charm). Comporte une plage publique ainsi que plusieurs restaurants, dont quelques petits situés dans le « Old Market » (vieux marché). Un port, surveillé par la Force multinationale et observateurs au Sinaï (FMO), est aussi situé dans ce quartier.
- Hadaba : au nord de Sharm el-Maya. C’est le quartier résidentiel de la ville. Quelques criques, des hôtels de luxe et des maisons bourgeoises. Un phare domine la pointe de Ras Umm Sid.
- Naama Bay : quartier touristique de la ville. Présence de restaurants, de bars, d’hôtels et de boutiques. Le quartier est presque entièrement réservé aux piétons.

Sur le golfe d'Aqaba
- Shark's Bay : au cours de l’urbanisation rapide de la ville, cet endroit était le dernier à être occupé par les bédouins.
- L'aéroport.

### Climat
Situé entre le désert du Sinaï et la mer Rouge, Charm el-Cheikh bénéficie d'un climat désertique chaud (classification de Köppen BWh), c'est-à-dire un climat très chaud et très sec. Les températures maximales en été peuvent atteindre parfois 40 °C. Les hivers sont très doux, la présence de la mer accentuant la douceur en hiver. La température moyenne annuelle est de 23 °C. Les précipitations sont très faibles. Le ciel est souvent limpide et dégagé, et le soleil brille jusqu’à 3 800 h par an.
| Mois                              | jan. | fév. | mars | avril | mai  | juin | jui. | août | sep. | oct. | nov. | déc. |
| --------------------------------- | ---- | ---- | ---- | ----- | ---- | ---- | ---- | ---- | ---- | ---- | ---- | ---- |
| Température minimale moyenne (°C) | 13,3 | 13,7 | 16,1 | 20,1  | 23,8 | 26,5 | 26,7 | 28,1 | 26,5 | 23,4 | 18,8 | 14,8 |
| Température maximale moyenne (°C) | 21,7 | 22,4 | 25,1 | 29,8  | 33,9 | 37,1 | 37,5 | 37,5 | 35,4 | 31,5 | 27,2 | 23,2 |

## Histoire
Village de pêcheurs à l’origine, Charm el-Cheikh devient une base stratégique pour la marine égyptienne.
Entre 1956 et 1957 a lieu la guerre de Suez entre Israël et l’Égypte. Les Israéliens occupent puis évacuent le Sinaï. Une force de paix internationale stationne à Charm el-Cheikh de 1957 à 1967. Mais en juin 1967, Nasser occupe la commune, bloque le détroit de Tiran, et coupe ainsi l’accès de la mer Rouge aux bateaux de la flotte maritime israélienne, ce qui entraîne l’intervention d’Israël : c’est la guerre des Six Jours. À la suite de la défaite égyptienne, Israël occupe le Sinaï. La ville est alors rebaptisée. En 1968, Les Israéliens construisent une colonie appelée Ophira à Ras Umm Sid pour y installer cinq-cents familles, et font de Naama Bay un centre touristique.
L’aéroport est ouvert en 1976.
En 1978, les récifs de Naama Bay sont détruits par une inondation.
En 1982, la commune est restituée aux Égyptiens, qui encouragent le développement de la ville. Une base de la Force multinationale et observateurs au Sinaï est créée à la même date.
Le 4 septembre 1999 a lieu la signature du Mémorandum de Charm el-Cheikh entre Israël et l’Autorité palestinienne en présence de Madeleine Albright, du président Hosni Moubarak et du roi de Jordanie Abdallah II.
Le 3 janvier 2004 a lieu l’accident d'avion du vol Flash Airlines 604 de la compagnie Flash Airlines, qui fait cent-quarante-huit morts en s’abîmant dans la mer Rouge peu après son décollage.

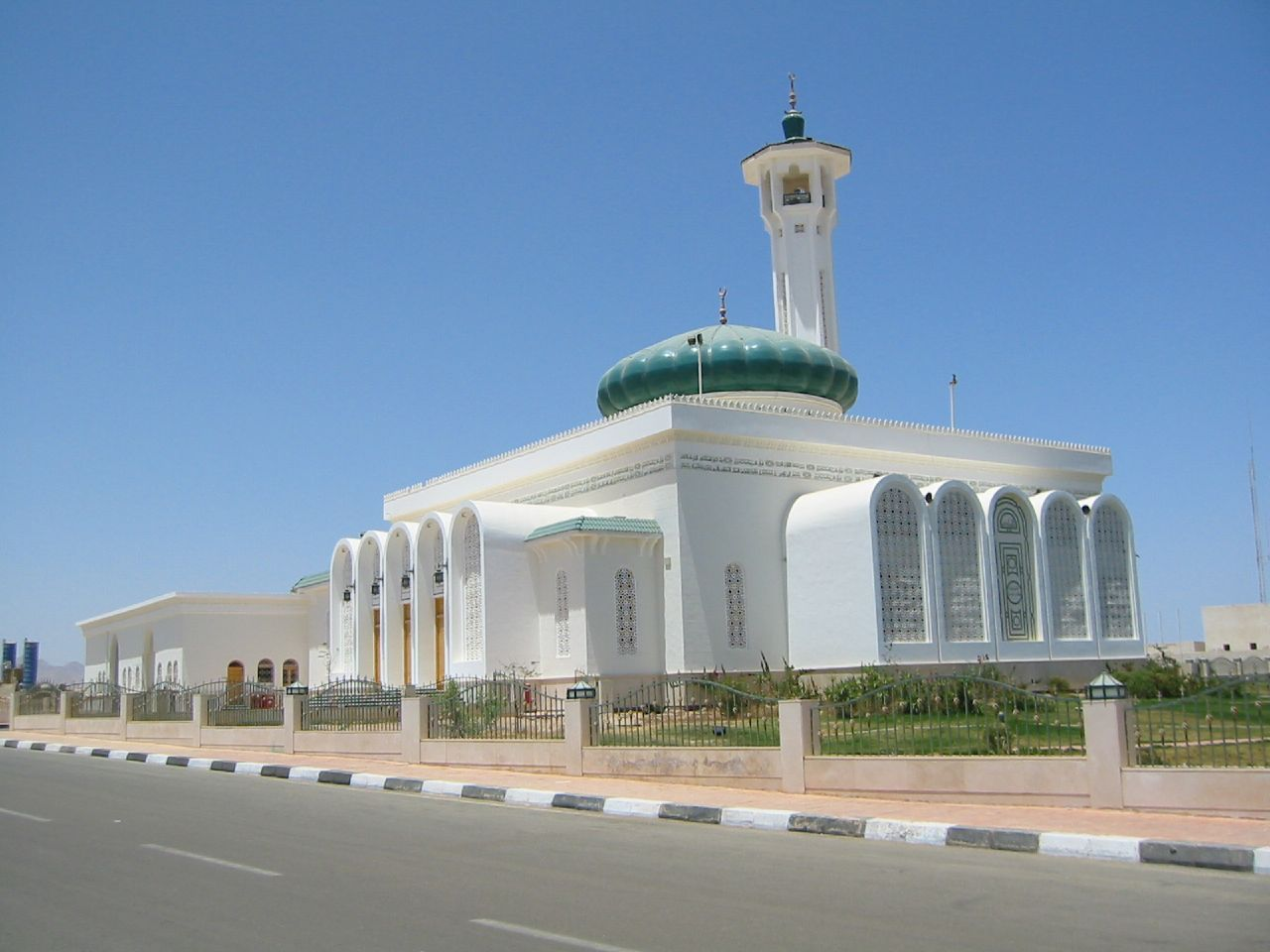
La mosquée de Charm el-Cheikh en 2005.

La ville est victime d’attentats le 23 juillet 2005. Le Old Market à Sharm el-Maya, les hôtels Ghazala gardens et Moevenpick à Naama Bay sont touchés.
Le 5 décembre 2010, à Charm el-Cheikh, une touriste allemande a été tuée par un requin longimane (peut-être un requin mako) alors qu'elle nageait dans la Mer Rouge devant son hôtel. Deux attaques contre des baigneurs russes et ukrainiens la semaine précédente lui sont également attribué.
Chassé du pouvoir par la révolution égyptienne de 2011, Hosni Moubarak se réfugie à Charm-el-Cheikh entre sa démission de la présidence le 11 février et son arrestation en avril.
Le 31 octobre 2015, l'Airbus A321 qui avait décollé de Charm el-Cheikh pour assurer le vol n°9268 de la compagnie russe Metrojet à destination de Saint-Pétersbourg, s'écrase dans le Sinaï avec ses deux-cent-vingt-quatre passagers et membres d'équipage. Il n'y a aucun survivant.
Du 6 au 18 novembre 2022, la ville accueille la COP27.

## Économie
Charm el-Cheikh est un ancien port, mais des lois environnementales strictes apparues dans les années 1990 ont réduit la navigation commerciale. Jusqu’en 1982, il n’y avait qu’un port militaire situé à Marsa Bareka. Le port civil se développa à la fin des années 1980, lorsque Sharm el-Maya devint le principal port civil.
La principale activité économique de la ville est le tourisme, grâce à ses plages, et à un climat sec et agréable. La mer y est aussi claire que calme. De plus, l’endroit est favorable à la pratique de la plongée sous-marine. Enfin, à quelques kilomètres au sud de la ville se situe le parc national de Ras Mohammed. Le tourisme se remarque par la présence d’hôtels de luxe et de semi-luxe, notamment à Naama Bay.

## Transports
Il est possible de se déplacer dans Charm el-Cheikh ou de se rendre depuis cette ville vers d’autres destinations grâce à plusieurs moyens de transport :
- en voiture : les routes du Sinaï sont goudronnées.
- en avion : via EgyptAir ou des compagnies Charter, depuis l’aéroport international de Charm el-Cheikh
- en bus : liaison depuis la gare routière située à Peace Road. Durée des trajets : 6 h pour Suez, 7 h pour Le Caire, 1 h 30 pour Dahab, 3 h pour le monastère Sainte-Catherine, 10 h pour Hurghada ;
- en taxi collectif : minibus ou Peugeot 504, station sur Peace Road ;
- en bateau : liaisons avec Hurghada et Aqaba.

Le projet de pont du détroit de Tiran permettrait de relier la ville à l'Arabie saoudite, à l'emplacement de la ville nouvelle Neom.

## Galerie

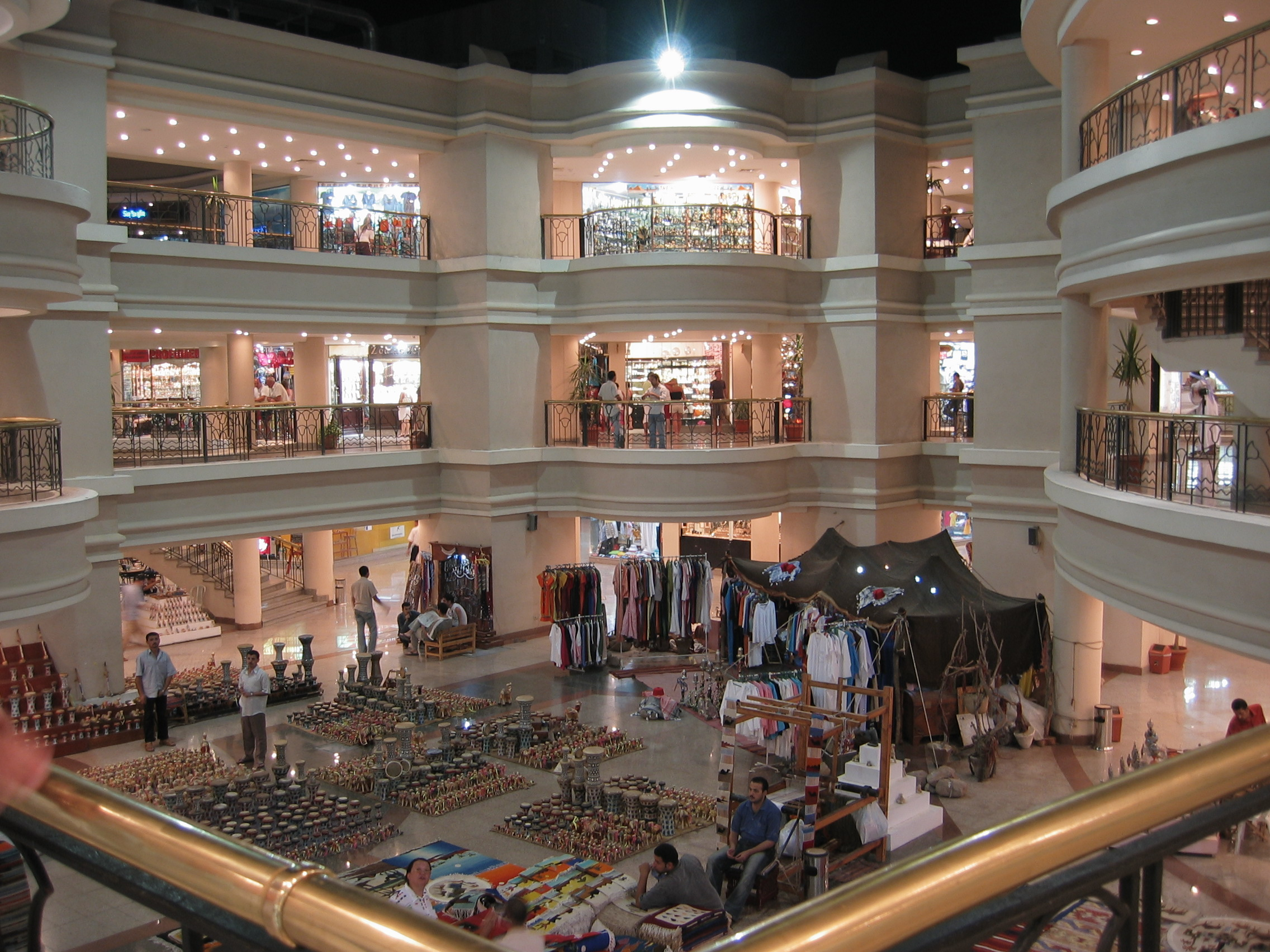
Un centre commercial à Naama Bay.
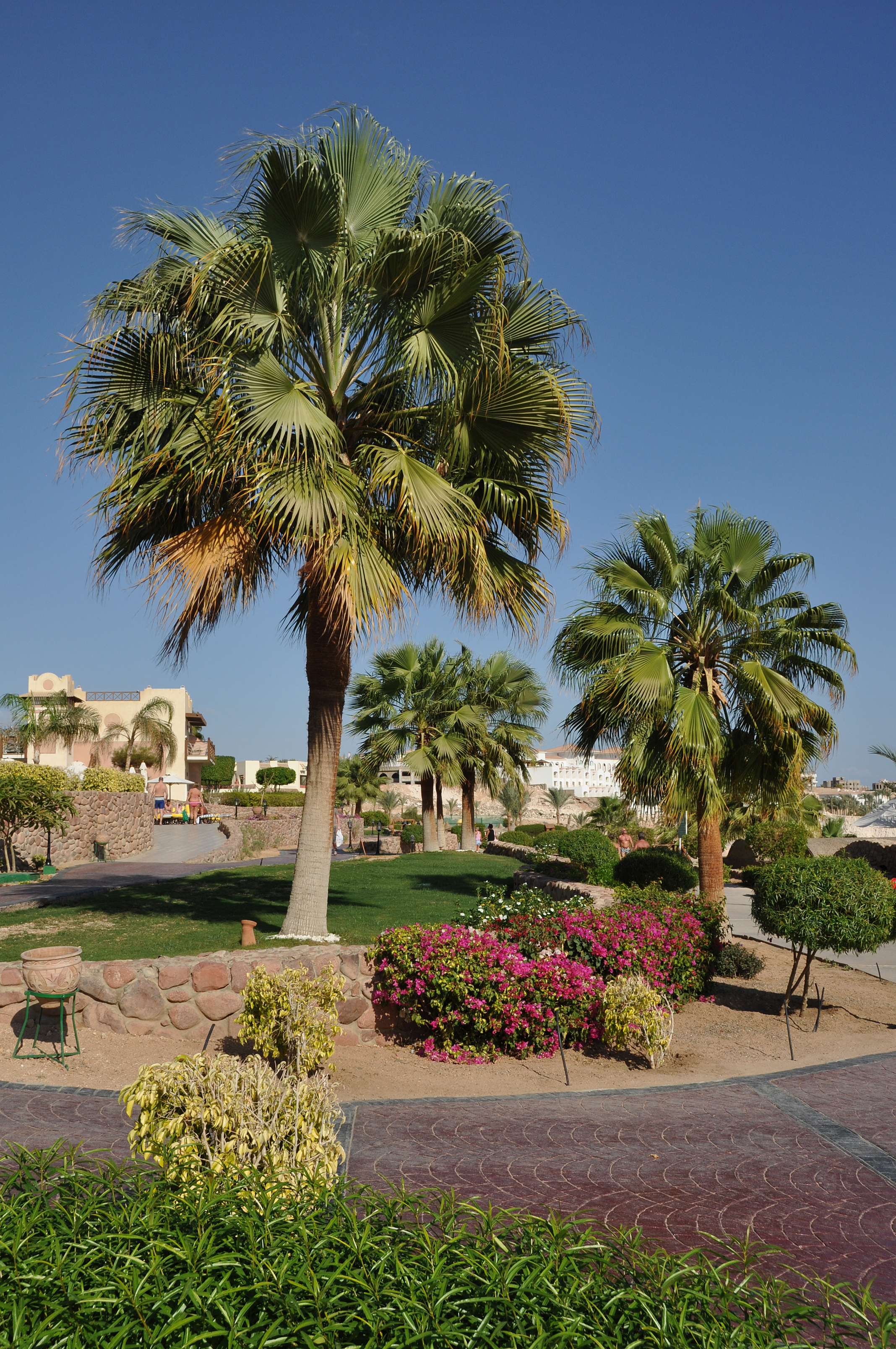
Un jardin à Charm el-Cheikh.
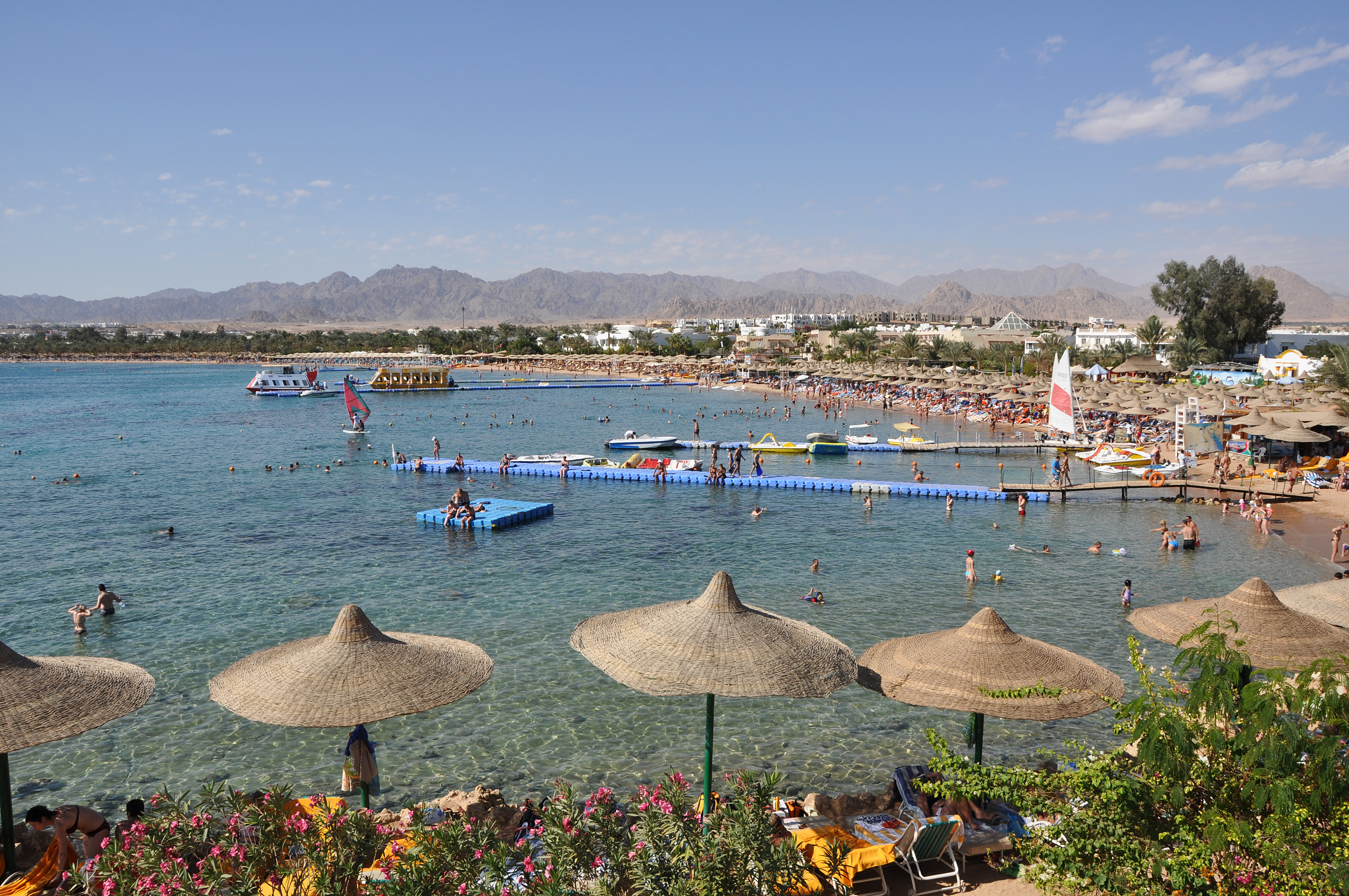
La plage de Naama Bay.
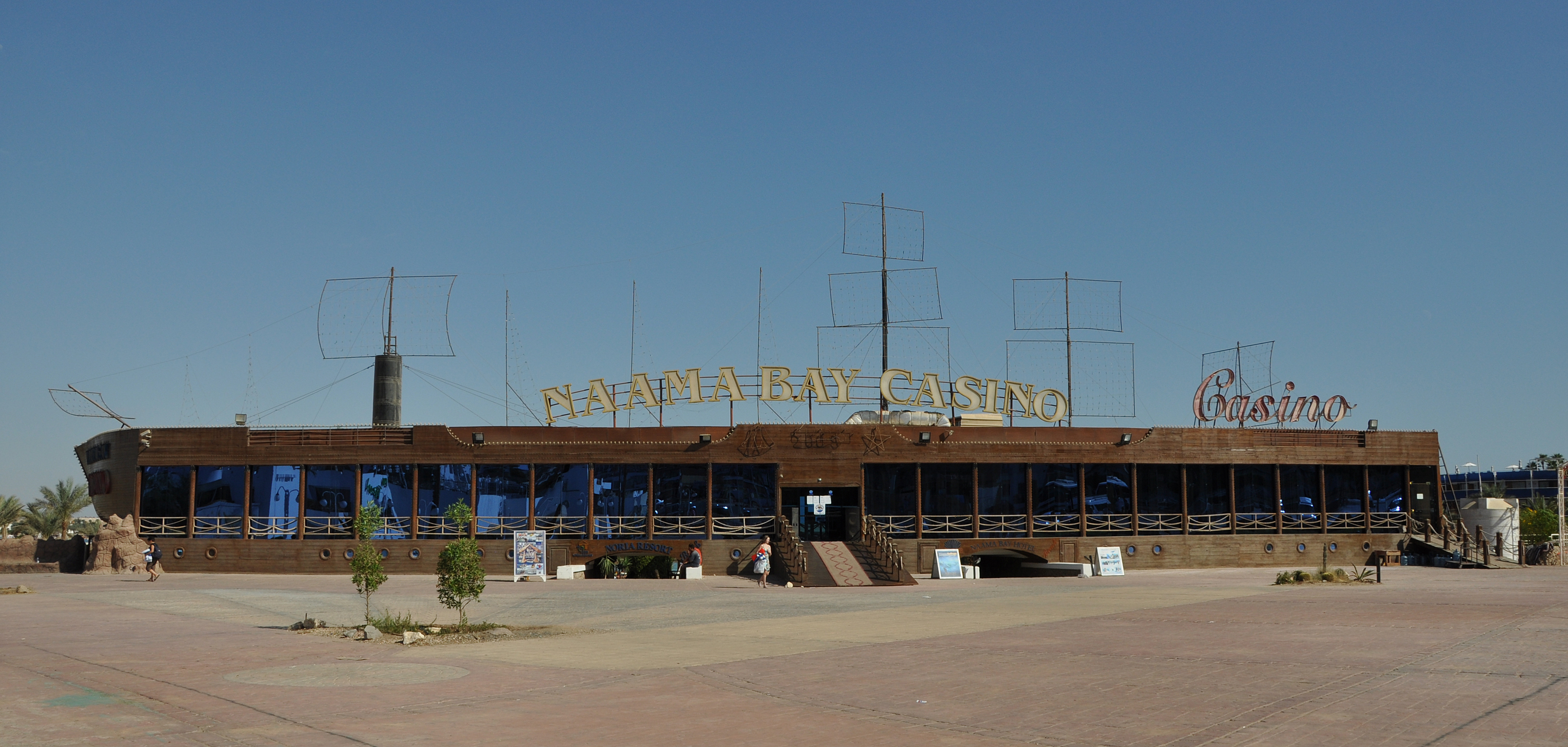
Le Casino de Naama Bay.